# Romy Schneider-díj
A Romy Schneider-díj (franciául: Prix Romy Schneider) egy francia filmművészeti elismerés, amelyet a legjobb fiatal színesznőnek ítélnek oda.  A névadó Romy Schneider.

## Díjazottak
| Év   | Díjazott              | Nemzetség         |
| ---- | --------------------- | ----------------- |
| 1984 | Christine Boisson     | francia           |
| 1985 | Elizabeth Bourgine    | francia           |
| 1986 | Juliette Binoche      | francia           |
| 1987 | Catherine Mouchet     | francia           |
| 1988 | Fanny Bastien         | francia           |
| 1989 | Mathilda May          | francia           |
| 1990 | Vanessa Paradis       | francia           |
| 1991 | Anne Brochet          | francia           |
| 1992 | Anouk Grinberg        | francia           |
| 1993 | Elsa Zylberstein      | francia           |
| 1994 | Sandra Speichert      | német             |
| 1995 | Sandrine Kiberlain    | francia           |
| 1996 | Marie Gillain         | belga             |
| 1997 | Julie Gayet           | francia           |
| 1998 | Isabelle Carré        | francia           |
| 1999 | Mathilde Seigner      | francia           |
| 2000 | Clotilde Courau       | francia           |
| 2001 | Hélène de Fougerolles | francia           |
| 2002 | Emma de Caunes        | francia           |
| 2003 | Ludivine Sagnier      | francia           |
| 2004 | Laura Smet            | francia           |
| 2005 | Cécile de France      | belga             |
| 2006 | Mélanie Laurent       | francia           |
| 2007 | Díj nem odaítélve     | Díj nem odaítélve |
| 2008 | Audrey Dana           | francia           |
| 2009 | Déborah François      | belga             |
| 2010 | Marie-Josée Croze     | kanadai           |
| 2011 | Anaïs Demoustier      | francia           |
| 2012 | Bérénice Bejo         | francia           |
| 2013 | Céline Sallette       | francia           |
| 2014 | Adèle Exarchopoulos   | francia           |
| 2015 | Adèle Haenel          | francia           |
| 2016 | Lou de Laâge          | francia           |
| 2017 | nem osztották ki      | nem osztották ki  |
| 2018 | Adeline d'Hermyl      | francia           |

## Weblinks
- Romy-Schneider-Preis in der Internet Movie Database

## Fordítás
- Ez a szócikk részben vagy egészben  a   Romy-Schneider-Preis című német Wikipédia-szócikk fordításán alapul.  Az eredeti cikk szerkesztőit annak laptörténete sorolja fel. Ez a jelzés csupán a megfogalmazás eredetét és a szerzői jogokat jelzi, nem szolgál a cikkben szereplő információk forrásmegjelöléseként.